# Pentasteron isobelae
Pentasteron isobelae är en spindelart som beskrevs av Baehr och Rudy Jocqué 200. Pentasteron isobelae ingår i släktet Pentasteron och familjen Zodariidae. Inga underarter finns listade i Catalogue of Life.